# Bounce (본 조비의 음반)
| 전문가 평가          | 전문가 평가 |
| 총 점수              | 총 점수     |
| 출처                 | 점수        |
| -------------------- | ----------- |
| 메타크리틱           | 61/100      |
| 평가 점수            |             |
| 출처                 | 점수        |
| AllMusic             | [ 4 ]       |
| Entertainment Weekly | C           |
| Los Angeles Times    | [ 6 ]       |
| Rolling Stone        | [ 7 ]       |
| Sputnikmusic         | [ 8 ]       |
| The Guardian         | [ 9 ]       |

《Bounce》는 2002년 10월 8일, 아일랜드 레코드를 통해 발매된 미국의 록 밴드 본 조비의 여덟 번째 스튜디오 음반이다. 루크 에빈, 존 본 조비, 리치 샘보라가 프로듀싱을 맡았으며, 이 음반은 뉴저지주에 있는 생츄어리 2 스튜디오에서 녹음되었다.
《Bounce》는 존 본 조비의 뉴욕 근접에 부분적으로 기인하여 9·11 테러에 큰 영향을 받았다. "Bounce(바운스)"라는 명칭은 뉴욕과 미국이 국가로서 세계 무역 센터 공격으로부터 회복할 수 있는 능력을 지칭한 것이다. 음반 커버 크리에이티브는 그래미 어워드 수상 아트 디렉터 겸 디자이너인 케빈 레이건, 사진 작가 케빈 웨스턴버그가 제작했다. 음반 커버 이미지에는 장기선 간섭계에 있는 전파 망원경 접시의 양식화된 이미지가 포함되어 있다.
이 음반은 빌보드 200에서 2위로 데뷔했으며, 당시 본 조비의 밴드 역사상 가장 높은 데뷔 기록을 세웠다.

## 배경
2001년 7월 말, 마지막 투어 One Wild Night Tour 동안, 존 본 조비는 《빌보드》에서 《Crush》(2000년) 후속 곡들을 위한 새로운 곡을 쓰기 시작했으며, 전체 밴드는 2002년 1월부터 녹음할 계획이라고 확인했다. 또한, 그는 밴드가 2003년에 20주년을 기념하여 박스 세트를 출시할 계획임을 확인했다. 2001년 6월과 10월 사이에 밴드 멤버들은 25곡을 작곡하고 그 중 12곡을 데모했다. 많은 곡들이 9월에 작곡되었고 그들은 9·11 테러에 영향을 받았다. 그 노래들은 〈Standing〉과 〈Another Reason to Believe〉였다.
2001년 7월 말, 본 조비는 뉴저지주에 있는 자이언츠 스타디움에서 두 번의 매진 쇼와 함께 《Crush》 월드 투어를 마쳤다. 그 후 밴드는 3주간의 휴식을 취한 후 존과 리치 샘보라가 작곡을 시작했다. 처음에는 로스앤젤레스에서, 나중에는 뉴저지주에서. 그들은 2001년 11월에 뉴저지주에서 그 새로운 노래들 중 일부를 데모를 했다. 그 후, 존은 TV 시리즈 《앨리 맥빌》(1997년~2002년)에 대한 연기 약속을 이행해야 했고, 그래서 그는 로스앤젤레스에 있는 샘보라의 집에 머물렀고, 그 기간 동안 그들은 루크 에빈의 집에서 작곡과 데모 과정을 계속했다. 작곡과 데모 과정은 2002년 3월까지 계속되었고 2002년 3월과 6월 사이에 밴드가 음반을 녹음했다. 2002년 7월 초까지 음반에 수록된 모든 곡들이 믹싱되었고 같은 해 7월 말에 마스터링되었다. 1년도 채 되지 않은 기간 동안 밴드는 약 40곡의 곡을 작곡했고, 12곡의 곡이 음반에 수록되었고, 데모 버전의 몇 곡의 곡이 B-사이드로 싱글에 수록되었다. 작곡 과정 동안, 밴드는 카타르시스를 위한 연습으로 쓰여진 몇몇 곡들을 작곡하기도 했다. 이 곡들은 9·11 테러 직후 작곡된 곡들로 서정적인 관점에서 주로 비통한 곡들이었는데, 그 비극에 영향을 받았기 때문이다. 존이 그 노래들은 단지 작곡되었을 뿐이며 결코 녹음되지 않을 것이라고 말했다.

## 곡 목록
| #   | 제목                      | 작사·작곡                          | 재생 시간 |
| --- | ------------------------- | ---------------------------------- | --------- |
| 1.  | 〈Undivided〉             | 존 본 조비, 리치 샘보라, 빌리 팔콘 | 3:53      |
| 2.  | 〈Everyday〉              | 본 조비, 샘보라, 안드레아스 칼손   | 3:00      |
| 3.  | 〈The Distance〉          | 본 조비, 샘보라, 데스몬드 차일드   | 4:48      |
| 4.  | 〈Joey〉                  | 본 조비, 샘보라                    | 4:54      |
| 5.  | 〈Misunderstood〉         | 본 조비, 샘보라, 차일드, 칼손      | 3:30      |
| 6.  | 〈All About Lovin' You〉  | 본 조비, 샘보라, 차일드, 칼손      | 3:46      |
| 7.  | 〈Love Me Back to Life〉  | 본 조비, 샘보라                    | 4:09      |
| 8.  | 〈Right Side of Wrong〉   | 본 조비                            | 5:50      |
| 9.  | 〈Love Me Back to Life〉  | 본 조비                            | 4:9       |
| 10. | 〈You Had Me From Hello〉 | 본 조비, 샘보라, 칼손              | 3:49      |
| 11. | 〈Bounce〉                | 본 조비, 샘보라, 팔콘              | 3:11      |
| 12. | 〈Open All Night〉        | 본 조비, 샘보라                    | 4:22      |

## 인증
| 국가                                                  | 인증     | 판매량/출하량 |
| ----------------------------------------------------- | -------- | ------------- |
| 아르헨티나 (CAPIF)                                    | 골드     | 20,000^       |
| 오스트레일리아 (ARIA)                                 | 골드     | 35,000^       |
| 오스트리아 (IFPI 오스트리아)                          | 골드     | 15,000*       |
| 벨기에 (BEA)                                          | 골드     | 25,000*       |
| 브라질 (Pro-Música Brasil)                            | 골드     | 50,000*       |
| 캐나다 (뮤직 캐나다)                                  | 플래티넘 | 100,000^      |
| 독일 (BVMI)                                           | 플래티넘 | 300,000^      |
| 일본 (RIAJ)                                           | 플래티넘 | 319,000       |
| 네덜란드 (NVPI)                                       | 골드     | 40,000^       |
| 스페인 (PROMUSICAE)                                   | 골드     | 50,000^       |
| 스위스 (IFPI 스위스)                                  | 플래티넘 | 40,000^       |
| 영국 (BPI)                                            | 골드     | 100,000^      |
| 미국 (RIAA)                                           | 골드     | 500,000^      |
| 요약                                                  |          |               |
| 유럽 (IFPI)                                           | 플래티넘 | 1,000,000*    |
| *판매량을 기반으로 한 인증 ^출하량을 기반으로 한 인증 |          |               |